# Fagertjärnarna (Degerfors socken, Västerbotten, 711871-169276)
Fagertjärnarna är en sjö i Vindelns kommun i Västerbotten och ingår i Umeälvens huvudavrinningsområde.